# Centrosema angustifolium
Centrosema angustifolium är en ärtväxtart som först beskrevs av Carl Sigismund Kunth, och fick sitt nu gällande namn av George Bentham. Centrosema angustifolium ingår i släktet Centrosema och familjen ärtväxter. Inga underarter finns listade i Catalogue of Life.